# Шишкино (Алнаський район)
Ши́шкино (рос. Шишкино) — присілок (колишній виселок) у складі Алнаського району Удмуртії, Росія.

## Населення
Населення — 25 осіб (2010; 27 в 2002).
Національний склад станом на 2002 рік:
- удмурти — 100 %

## Урбаноніми[3]
- вулиці — Лісова